# Рокпорт (Вашингтон)
Рокпорт (англ. Rockport) — переписна місцевість (CDP) в США, в окрузі Скеджіт штату Вашингтон. Населення — 90 осіб (2020).

## Географія
Рокпорт розташований за координатами 48°29′7″ пн. ш. 121°36′24″ зх. д. / 48.48528° пн. ш. 121.60667° зх. д. (48.485376, -121.606604).  За даними Бюро перепису населення США в 2010 році переписна місцевість мала площу 0,94 км², уся площа — суходіл.

## Демографія
Згідно з переписом 2010 року, у переписній місцевості мешкало 109 осіб у 45 домогосподарствах у складі 28 родин. Густота населення становила 116 осіб/км².  Було 62 помешкання (66/км²).
Расовий склад населення:
| - 96,3 % — білих - 0,9 % — корінних американців |

До двох чи більше рас належало 2,8 %. Частка іспаномовних становила 1,8 % від усіх жителів.
За віковим діапазоном населення розподілялося таким чином: 19,3 % — особи молодші 18 років, 62,4 % — особи у віці 18—64 років, 18,3 % — особи у віці 65 років та старші. Медіана віку мешканця становила 41,8 року. На 100 осіб жіночої статі у переписній місцевості припадало 84,7 чоловіків;  на 100 жінок у віці від 18 років та старших — 91,3 чоловіків також старших 18 років.
Цивільне працевлаштоване населення становило 48 осіб. Основні галузі зайнятості: мистецтво, розваги та відпочинок — 29,2 %, виробництво — 20,8 %, транспорт — 18,8 %.